# ラビナル・アチ
ラビナル・アチ（Rabinal Achí）は、グアテマラのバハ・ベラパス県ラビナルに伝わるアチ・マヤ族の音楽をともなう仮面舞踊劇。ラビナルの王子（ラビナル・アチ）とキチェの王子（キチェ・アチ）の間の争いを描く。
2008年にUNESCOの無形文化遺産に加えられた。
16世紀のスペインによる植民地化以来、ラビナル・アチは聖パウロの日である1月25日の祭りで演じられてきた。祭りはコフラディア（マヤ人による互助的なキリスト教の信心会）が深くかかわる。しかし、劇の内容はキリスト教と関係がない。
現代の登場人物は、ラビナル王ホブトフ(Job’Toj)、ラビナル・アチ、キチェ・アチ、王女（ラビナル・アチの恋人）、2人の召し使い、鷲の戦士、ジャガーの戦士の7人前後であるが、かつてはもっと多くの登場人物があったらしい。
舞台はマヤの村々で、その中には14世紀にラビナル人の首都であったカフユブ(Kajyub’)の要塞もある。
劇は4幕から構成され、主要な内容はラビナル・アチとキチェ・アチの抗争である。キチェ・アチが侵略し、ラビナル王、王女、家臣らを誘拐する。ラビナル・アチはキチェ・アチの侵略を非難する。キチェ・アチは最後に捕えられて、誘拐の罪で裁きにあう。
音楽は1人がトゥンという木鼓を演奏し、2人がトランペットを演奏する。ほかに演者の体につけられた鈴や小型のシンバルが使われる。
ラビナル・アチの台本は1850年にバルトロ・シスという人物によってラテン文字のキチェ語で文字に記された。フランスのシャルル・エティエンヌ・ブラッスール・ド・ブールブールはこの台本を入手し、1862年にキチェ語とフランス語で出版した。スペイン語訳や英語訳はこの版からの重訳である。